# Mitromorpha exigua
Mitromorpha exigua é uma espécie de gastrópode do gênero Mitromorpha, pertencente a família Mitromorphidae.